# Omnibusy we Wrocławiu
Omnibusy we Wrocławiu – stosowany niegdyś we Wrocławiu system komunikacji miejskiej oparty na omnibusach miejskich. Do przewozu pasażerów stosowano pojazdy czterokołowe. Każdy z nich mógł zabrać do 10 do 15 pasażerów. Omnibusy rozwijały prędkość od 7 do 8 km/h. Pierwszą linią omnibusową w mieście uruchomioną w 1840 roku była linia z Rynku do podwrocławskich wówczas Popowic. Linię uruchomiła firma Conrad Kissing. Później eksploatacją tych pojazdów zajmowało się Wrocławskie Towarzystwo Omnibusowe (Breslauer Omnibusgesellschaft). Zostało ono przejęte przez konkurencyjną firmę ESB (Elektrische Strassenbahn Breslau), która od uzyskania koncesji w 1892 roku od władz miasta, realizowała głównie komunikację miejską w systemie tramwajów elektrycznych. Do wybuchu I wojny światowej funkcjonowało 8 linii omnibusowych. W 1914 roku zlikwidowano ten rodzaj komunikacji, z powodu zbyt małej prędkości przejazdu.